# José Colombo de Sousa
José Colombo de Sousa, ou apenas Colombo de Sousa, (Itapipoca, 2 de março de 1913 – Brasília, 30 de agosto de 1987) foi um advogado, professor, jornalista e político brasileiro, outrora deputado federal pelo Ceará.

## Dados biográficos
Filho de Joaquim Jerônimo de Sousa e Maria Lia Madeira de Sousa. Tornou-se professor na Escola da Guarda Civil, na Escola Técnica de Comércio da Fênix Caxeiral e na Escola Regimental do 23º Batalhão de Caçadores em Fortaleza, além de interventor em Crato e Quixadá antes de graduar-se advogado pela Universidade Federal do Ceará em 1937. Posteriormente lecionou no Colégio Militar do Ceará, na Faculdade Católica de Filosofia do Ceará e na Faculdade de Ciências Econômicas do Ceará, além de procurador da Santa Casa de Misericórdia de Fortaleza e presidente do Centro Dom Vital.
Eleito deputado federal via PSP em 1954, cursou a Escola Superior de Guerra três anos mais tarde e foi reeleito pelo PSD em 1958. Foi autor do projeto de lei que previa a extinção da Polícia Rodoviária Federal, que seria substituido pelas Polícias Rodoviárias Estaduais. Renunciou ao mandato em 21 de novembro de 1960 para assumir como desembargador no Tribunal de Justiça do Distrito Federal e dos Territórios, corte da qual foi eleito presidente em 1970 e afastado pelo Ato Institucional Número Cinco em 1973, aposentando-se seis anos depois.